# 谷津嘉章
谷津 嘉章（やつ よしあき、1956年7月19日 - ）は、日本のレスリング選手、プロレスラー。
学生時代はアマチュアレスリングのフリースタイル重量級で国内無敵を誇り、オリンピックの日本代表に2大会連続で選ばれる。プロレスラーとしては新日本プロレスからキャリアを始め、全日本プロレスやSWS、WJプロレスなどで主力選手として活躍。2019年に糖尿病の影響で右足を切断して以降は障がい者レスリングに取り組む。

## 来歴

### 新日本プロレス入団
足利工業大学附属高等学校でレスリングを始める。日本大学レスリング部時代には全日本学生選手権や全日本選手権で優勝を重ね、1976年には日本代表としてモントリオールオリンピックに出場（8位）。1980年モスクワオリンピックでも日本代表に選ばれたが、日本が不参加だったため2大会連続出場はならなかった。世間では「初の重量級メダリスト」と期待された。その後、輝かしいレスリングの実績を評価され、1980年に新日本プロレスに入団。契約金は「1500万程」という。
レスリングエリートとしてプロレス入りした谷津はエース候補生として扱われ、早々に渡米。1980年12月29日、ニューヨークのマディソン・スクエア・ガーデン（MSG）でプロデビュー戦を行うという破格の待遇を受け、カルロス・ホセ・エストラーダを相手に勝利を収めた。以降もザ・グレート・ヤツをリングネームに、ベビーフェイスのポジションでWWFを半年間サーキットし、ジョニー・ロッズ、バロン・ミケル・シクルナ、ブルドッグ・ブラワー、ザ・ハングマン、ラリー・シャープ、サージェント・スローター、キラー・カーンらと対戦した。1981年6月8日のMSG定期戦では、日本から遠征してきた藤波辰巳とタッグチームを組み、ザ・ムーンドッグス（レックス&スポット）のWWFタッグ王座に挑戦している。当時のWWFには大ブレイク前のハルク・ホーガン、若手時代のカート・ヘニング、無名時代のキングコング・バンディ（当時のリングネームはクリス・キャニオン）なども出場しており、同世代の彼らとサーキットを共にした。
6月24日、蔵前国技館のメインイベントでアントニオ猪木とタッグを組み、アブドーラ・ザ・ブッチャー&スタン・ハンセンを相手に日本デビュー戦を行う。ハンセンをスープレックスで投げるなど大器の片鱗を見せたが、ラフファイトに気後れする心の弱さを露呈し、場外で額を割られて大流血に追い込まれ、ブッチャーとハンセンの容赦ない攻撃に良いところなく敗退した。しかし、新日本プロレスのエースである猪木と組み、外国人のエースであるハンセン、新日本移籍初戦のブッチャーを向こうに回すマッチメイクについて、ライターの西花池湖南は本人のコメントも元に、谷津は「いいところを見せようにも見せようがないデビュー戦を組まれ」、新日本は「谷津のデビュー戦を無惨極まりないものにすることで、エリートを特別扱いしない実力主義であることを見せつけた」と評す。またハンセンもこのマッチメイクには、自分を谷津の引き立て役にするつもりと感じ、懐疑的だったという。
その後はWWFに戻るが、前座戦線から脱することはできなかった。帰国後の1982年3月にはMSGシリーズの第5回大会に参加。猪木、藤波、カーン、坂口征二、長州力、ラッシャー木村、タイガー戸口、アンドレ・ザ・ジャイアント、ディック・マードック、マスクド・スーパースター、トニー・アトラス、ドン・ムラコ、アイアン・シークと公式リーグ戦で対戦するも、戦績は芳しくなかった。
3度目の渡米で修行のやり直しを図り、トラ・ヤツのリングネームでヒールとしてダラスのWCCWやフロリダのCWFなど、NWAの南部テリトリーを転戦。WCCWではブライアン・アディアス、キラー・ブルックス、バグジー・マグロー、アル・マドリル、ビル・アーウィンなどから勝利を収め、カマラやザ・グレート・カブキと抗争。1983年2月7日にはカブキからTV王座を奪取、3月28日にアイスマン・キング・パーソンズに敗れるまで保持した。トラ・ヤツは、最初は作り笑顔でお辞儀をするなど愛想良く振舞うが、劣勢になると持参した竹刀を振り回すというギミックで観客のブーイングを煽った。同年5月25日にはビル・ワットが主宰していたMSWAのTVテーピングにも出場し、ケンドー・ナガサキと組んでジム・ドゥガン&ジャンクヤード・ドッグと対戦している。
1983年10月、余分な肉をそぎ落として体を絞り、髭を貯えた精悍な姿で帰国すると、猪木や藤波に反旗を翻した長州の率いる維新軍に加入。維新軍の若侍として注目され、アニマル浜口と並ぶ軍団の副将格となった。「荒武者」とニックネームを付けられるなど荒々しいファイトも見せるようになったが、11月3日の正規軍対維新軍4対4綱引きマッチでは、対戦相手の猪木と積極的に絡もうとせずリング下に逃げるなど、アメリカでのヒール修行で培った狡猾な戦術を見せた。1984年4月19日、正規軍対維新軍の全面抗争第2ラウンド（5対5の柔道方式勝ち抜き戦）では維新軍の中堅として登場し、維新軍2人を勝ち抜いていた正規軍先鋒の藤波、次鋒の高田伸彦を相手に勝利を収めた。

### 全日本プロレスへ
1984年9月21日、長州ら維新軍のメンバーと共に新日本プロレスを退団し、新日本プロレス興行に参加。新日本プロレス興行はジャパンプロレスへの改称を経て全日本プロレスと提携し、谷津も全日本のリングへと上がる。1986年には長州とのタッグで、インターナショナル・タッグ王座にあるジャンボ鶴田&天龍源一郎組と激突。1月28日の第1戦では谷津が天龍にフォールを許し敗れたが、2月5日の第2戦では谷津が天龍をジャーマン・スープレックスでフォールし、新王者に君臨した。6月にはレスリング全日本選手権に再挑戦し、フリースタイル130kg級で優勝を果たしている。
しかしやがてジャパンプロレスは経営不振、内部分裂状態に陥っていく。また社長でもある長州には新日本プロレスからの誘い水もあった。1987年3月、長州は全日本プロレスとの契約を放棄し、独立を宣言。実質的な経営陣から追放処分を受ける。レスラーたちは内部分裂し、長州に付き従って新日本に戻る者も多かったが、谷津は全日本のマットに残留する形で専属契約を締結。『ジャパン・プロレス軍団』として参戦を続ける。しかし谷津の残留は、シングルプレイヤーとしての戦いを求めてのものだったが、その約束をジャイアント馬場に反故にされ、ジャンボ鶴田と五輪コンビを組むことになる。そして同年、世界最強タッグ決定リーグ戦で優勝。1988年6月にはPWF世界タッグ王座を獲得。さらにインタータッグ王者であるロード・ウォリアーズとの王座統一戦も制し、初代世界タッグ王座も獲得した。この時期、バミューダ・タイプのトランクスを、新日本デビュー当時からの黒のショートタイツに戻している。レスリング用のヘッドギアを着けて試合に臨んだこともあった。
1990年2月10日、新日本プロレスの東京ドーム大会でリック・フレアーの来日が中止となり、新日本の坂口征二が、全日本のジャイアント馬場に選手の貸し出しを依頼する。これを受け谷津は全日本の一員として古巣・新日本のマットに上がり、鶴田との五輪コンビで、木村健悟&木戸修と対戦した。

### SWSやWJプロレスに参戦
1990年9月、谷津は契約期間中だった全日本プロレスを離脱し、新団体のSWSに移籍。同団体が道場制を導入する中で、若松市政率いる『道場・檄』に所属する。当初から事実上のリーダーの地位にあり、さらに1991年11月24日に行われた谷津の結婚披露宴の席上では、若松に代わる道場主、並びにSWS選手会長への就任が発表される。WWFから参戦したキング・ハクとのタッグ、ナチュラル・パワーズでも活躍。1992年2月14日には天龍&阿修羅・原の龍原砲を破り、初代SWSタッグ王座に君臨した。
しかしSWS内部ではマッチメイクや方向性などを巡り、天龍派の『レボリューション』と、反天龍派の『道場・檄』『パライストラ』との間で派閥争いが起こり、団体内での選手間の関係は良くなかった。そのような中で谷津は1992年5月14日に記者会見を開き、「選手会長辞任とSWS退団」を表明。この席でSWSの現状と団体エースの天龍を批判する。この会見により天龍派と反天龍派との内部対立が一気に表面化する形となった。ジャパンプロレス以来の後輩で谷津を信奉していた仲野信市は、5月22日の後楽園ホール大会開催前に、内部混乱の責を取らされる形で、引退を表明することとなる。谷津と仲野は同日、『SWS引退試合』に参戦。しかしファンやマスコミの間では天龍、及び天龍派であるレボリューションを擁護する論調が根強く、試合中に観客からは谷津・仲野組に向け、執拗な罵声やブーイング、さらにはリングに向けて物まで投げ飛ばされるという異常事態の中での引退試合となり、試合終了後は拍手すらなかった。試合後に谷津は、SWSとこれまで応援してくれたファンに別れの意味を込め、自身が着ていたジャージを観客席に投げ込んだが、逆にそれを観客席から投げ返されるという珍事も起きた。
その後、一時はプロレスから離れ、輸入自動車販売店を経営していたが、ジョージ高野・高野俊二兄弟が設立したPWCの発起人に名を連ねた後、1993年にはSPWFを設立。元々のコンセプトは仕事の余暇を利用してプロレスの興行を開催するというものであり、旗揚げ当初はプロレスラーだけでなく学生プロレスや社会人プロレスにも門戸を開き、第1部はプロレスラー、第2部は学生プロレス、社会人プロレスなどのアマチュア、第3部は素人と別れてカードを組んでいたが、そのプロとアマチュアを一緒にするというスタイルがプロレスマスコミには受け入れられなかったことで観客数も伸び悩み、さらに谷津に反発したスタッフや一部選手が離脱した事により、団体の方向性を変更し純粋にプロのみの興行となり、大型外国人レスラーを招聘し全国を巡業する。『神格闘十字軍』教祖である矢口壹琅、さらにSPWF後期になると矢口と組んだターザン後藤とも抗争を繰り広げ、自身のプロレス活動として初の電流爆破デスマッチにも参戦。ペイントレスラー『津谷章嘉』としてもリングに上がった。
一方で1994年には長州政権下にあった新日本プロレスに参戦。当初は後藤達俊、スーパー・ストロング・マシンが抜け、ヒロ斎藤と保永昇男だけとなったレイジング・スタッフとの共闘という形式で、同年のG1 CLIMAXにも出場。長州と9年ぶりにシングル戦を行ったのを機にタッグも復活。さらにマサ斎藤、寺西勇、アニマル浜口らと維新軍を復活させ、平成維震軍との抗争も始まる。しかしこの参戦も長続きせずまた新日本からフェードアウトしていく。
2000年10月31日、経営不振に陥っていたSPWFの宣伝のため、PRIDE.11に出場し、ゲーリー・グッドリッジと対戦。アキレス腱固めでギブアップ寸前まで追い込んだものの逆襲を許し、1ラウンドTKO負けを喫する。2001年9月24日のPRIDE.16でもグッドリッジと再戦したが、再び1ラウンドTKO負けの返り討ちに遭う。これと前後し同年3月2日には、両国国技館で行われたプロレスリングZERO-ONEの旗揚げ戦に参戦。小川直也を破りNWA世界ヘビー級王座に就いたこともあるゲーリー・スティールと対戦し、監獄固めで勝利を収める。FIGHTING TV サムライの中継でゲスト解説した武藤敬司もそのファイトぶりを、「谷津さんは余裕の勝利だったよな」と絶賛した。4月にはアブダビコンバット99kg以上級に参戦。1回戦でリコ・ロドリゲスと対戦したが7分32秒、飛び付き腕挫十字固で一本負けを喫した。
2002年11月、長州力がWJプロレスを創設するが、営業部員にプロレス興行の経験者がおらず、谷津がレスラー兼営業本部長として参画することになる。2003年3月1日の旗揚げ戦では安生洋二を相手に、首決め監獄固めで勝利を収めた。やがてWJの杜撰な運営方針に不満を募らせ、長州と対立。営業の現場から外される、給与が未払いになる等の悶着を経て、同年9月にWJを退団。その直前、9月30日付の東京スポーツでWJの内情を告発し「長州をはじめとするWJフロント陣は、インディー団体を分かってないね」と批判を浴びせた。この際、以後の自分の動向については「プロレスからは足を洗う」「雑誌編集にツテがあるので、そちらに行くから」などと発言していた。

### WJプロレス退団以降
2009年7月4日、足利工大附属高校の後輩であり、全日本時代の同僚でもあった三沢光晴のお別れ会に出席。久々に公の場に姿を現す。
2010年に引退興行を行い、現役を引退すると発表。11月30日の引退試合では維新力とのタッグで、藤波辰爾&初代タイガーマスク組と対戦。藤波のドラゴン・スリーパー・ホールドで谷津がギブアップ負けを喫した。
2012年12月2日、高田馬場でホルモン焼き店『壱鉄』を開業したが、2014年2月23日で閉店。2016年には国府津で焼鳥・焼肉屋『はかた亭』を開業したが、2017年9月にプロデュースから退いた。
他方、プロレスには2015年9月27日、アジアンプロレスの青森県外ヶ浜町大会で復帰。12月19日にはDEEPのスーパーバイザーに就任。その後はSPWF道場生だった超人勇者Gヴァリオンとシングルマッチや、ヒロ斎藤と組み、新崎人生&新井健一郎組とのタッグマッチなどを行った。2019年4月からはDDTプロレスリングに定期参戦していたが、糖尿病の影響で右足親指に出来た血豆から細菌が入り、壊死が進み、6月25日には右足を膝下から切断する手術を受けた。
2020年3月、YouTubeチャンネル『谷津嘉章・最終章「義足の青春」』を開設し、YouTuberデビュー。プロレスラーとしての経験談や、過去に関わった様々なレスラーとの思い出話などを定期配信している。
2021年3月28日、2020年東京オリンピックの聖火リレーに参加。足利市1区9人目の走者として聖火を運んだ。6月6日、さいたまスーパーアリーナで行われたDDT、プロレスリング・ノア、東京女子プロレス、ガンバレ☆プロレスの4団体合同興行『CyberFight Festival 2021』のバトルロイヤルに出場し、右足切断後は初のプロレス復帰を果たす。7月4日には彰人、大和ヒロシ、中村圭吾とのタッグでKO-D8人タッグ王座を獲得。約28年ぶりにベルト奪取に成功した。
同年2月に後楽園ホールで行われた「ジャイアント馬場23回忌追善興行」に全日本のOBとして参加したが、SWSの分裂以降は没交渉となっていた天龍源一郎と同席し会話を交わした事が契機となって両者は和解し、翌2022年4月に天龍とのトークイベント開催に至っている。
2023年3月10日、日本障がい者レスリング連盟を発足。7月1日には障がい者レスリング啓発のため、健常者の大会である全日本社会人選手権に出場。初戦で敗退となったが、異例の挑戦は拍手を集めた。

## 戦績

### 総合格闘技
| 総合格闘技 戦績 | 総合格闘技 戦績 | 総合格闘技 戦績 | 総合格闘技 戦績 | 総合格闘技 戦績 | 総合格闘技 戦績 | 総合格闘技 戦績 |
| --------------- | --------------- | --------------- | --------------- | --------------- | --------------- | --------------- |
| 2 試合          | (T)KO           | 一本            | 判定            | その他          | 引き分け        | 無効試合        |
| 0 勝            | 0               | 0               | 0               | 0               | 0               | 0               |
| 2 敗            | 2               | 0               | 0               | 0               | 0               | 0               |

| 勝敗 | 対戦相手               | 試合結果                          | 大会名   | 開催年月日     |
| ×    | ゲーリー・グッドリッジ | 1R 3:05 TKO（タオル投入）         | PRIDE.16 | 2001年9月24日  |
| ×    | ゲーリー・グッドリッジ | 1R 8:58 TKO（スタンドパンチ連打） | PRIDE.11 | 2000年10月31日 |

### グラップリング
| 勝敗 | 対戦相手         | 試合結果                      | 大会名                         | 開催年月日 |
| ×    | リコ・ロドリゲス | 7:32 飛び付き腕ひしぎ十字固め | ADCC 2001 【99kg以上級 1回戦】 | 2001年4月  |

## 得意技
重量級でありながらも、スープレックスといったレスリング仕込みの技を得意としていた。
ジャーマンスープレックス
全日時代前期の谷津の代表的なフィニッシュ・ホールド。
後年は隠し技のような奥の手的存在となった。
ワンダー・スープレックス
谷津の使用するフロント・スープレックスの総称。
スロイダーの形や捻りを加えることもあった。
スクープ・サーモン（スープレックス）／パワースラム
谷津のフィニッシュ・ホールドの一つ。
谷津の場合は捻り式で体重を乗せて放ち、そのままフォールに入ることもあった。
ブルドッギング・ヘッドロック
中盤の痛め技としてよく用いられた。
全日時代は、同じくこの技の使い手でもあるラッシャー木村とよく比較された。
監獄固め
主にフィニッシュとして用いられることもあった。
マサ斎藤が「獄中で受刑者と共に開発した」というエピソードが有名である（後にマサ斉藤自身が否定している。）が、元祖は谷津であるという説がある。
スピニング・トーホールド
ザ・ファンクスとの対戦経験から使用。
足4の字固めに繋げ（切り替え）る連携も用いた。
ドロップキック
突き上げる様な形の旋回式の横回転式フォームで使用。
走り込んで放つことが多かった。
ハイジャック・パイルドライバー
長州とのタッグでよく用いられた。
谷津ガード
PRIDEでのゲーリー・グッドリッジ戦において見せた独特な構え。片腕を前に伸ばして構えることにより、相手の打撃を封じる狙いがある。

## 入場曲
- バック・トゥ・ザ・フューチャーのメインテーマ

- Comin'home(ディープ・パープル)

全日本プロレス参戦時に使用。
インストゥルメンタルバージョン。
元々は長州力のために用意された曲だが、長州本人の「パワーホールを使いたい」という要望により、谷津に引き継がれた。
曲間のシャウトは鳥山雄司の「Korean dress partⅡ」のイントロから流用。

## タイトル歴
WCCW
- WCCW TV王座：1回[10]

全日本プロレス
- インターナショナル・タッグ王座：2回（w / 長州力→ジャンボ鶴田）
- PWF世界タッグ王座：1回（w / ジャンボ鶴田）
- 世界最強タッグ決定リーグ戦優勝（1987年 w /ジャンボ鶴田）
- 世界タッグ王座：5回（w / ジャンボ鶴田）

SWS
- SWSタッグ王座：2回（w / キング・ハク）

国際プロレスプロモーション
- IWA世界タッグ王座：1回（w / 鶴見五郎）

DDTプロレスリング
- KO-D8人タッグ王座：1回（w / 彰人、大和ヒロシ、中村圭吾）

プロレス大賞
- 殊勲賞（1986年）
- 最優秀タッグチーム賞（1987年 w / ジャンボ鶴田）